# Sforzato
För musiktermen sforzato, se Styrkegradsbeteckningar.
Sforzato eller Sfursat di Valtellina DOC, är en vintyp från Valtellina i Sondrio som är en provins i regionen Lombardiet i Italien.
Tillverkningen av Sforzato baseras på en teknik där de skördade druvorna delvis torkas innan vinframställningen påbörjas. Druvorna torkas från när de skördats – vanligtvis under september – fram till december/januari. Under den tiden förlorar druvorna ca 40 % av sitt vätskeinnehåll.
Viner tillhörande Valtellina DOC området får användas för denna typ av vin. Dock skall en Sforzato hålla minst 14 % alkohol och lagrats 2 år. Klassificeringen är DOCG.
Enligt den äldre tekniken torkas druvorna i luftiga vindsutrymmen, liggande på grunda träbäddar. Den moderna metoden är att låta druvorna ligga kvar i de plastbackar som används under skörden och att placera dessa i stora torkrum med stora fläktar och torkanläggningar.
Den moderna tekniken är dominerande men till viss del kan även den äldre metoden förekomma.